# 쿠르드 전선
쿠르드 전선(아랍어: جبهة الأكراد, 쿠르드어: Eniya Kurdan)은 시리아 내전에 참여하고 있는 쿠르드족 시리아 반군이다. 정식 명칭은 시리아 국민의 승리를 위한 쿠르드 전선 여단(아랍어: لواء جبهة الأكراد لنصرة شعبنا السوري, Liwa' Jabhat al-'Akrad l-Nusra Shaʿbnā al-Sūrī)이다.
쿠르드 전선은 북부 시리아의 민족 혼합 지역과 쿠르드 지역에서 활동하고 있으며 알레포 주와 아프린 주, 샤바 주, 북부 락까 주에서 활동하고 있다.

## 역사
쿠르드 전선은 원래 시리아 아랍군에서 탈퇴한 쿠르드인과 아랍인으로 구성된 자유 시리아군의 여단 중 하나로 창설된 부대였다. 이 부대는 2013년 1월 22일 라카 주에서 자유 시리아인 여단의 예하 부대였다. 시리아 민주연합당과 밀접한 연관을 맺은 이래로 쿠르드 민주진전당의 몇몇 회원들도 이 단체에 참여했다.
텔 아브야드 전투에서 알누스라 전선과 ISIL은 쿠르드 전선과 인민수호부대로부터 국경도시인 텔 아브야드를 빼앗겼다. 2014년 초 쿠르드 전선은 몇 달 간의 휴식 기간을 끝낸 후 다른 자유 시리아군 단체와 협력하기 위해 재등장해 ISIL과 맞서 싸우기 시작했다. 2월 17일 쿠르드 전선의 사령관인 알라 아자부가 전사했다. 2월 28일 이슬람 국가는 전략적 국경지대인 아자즈에서 후퇴했고 쿠르드 전선과 북부폭풍여단, 알타히드 여단이 이 지역을 탈환했다.
2014년 7월, 쿠르드 전선과 다른 10개의 반군은 알레포와 라카 주에서 다른 반군을 돕지 않으면 떠나라는 위협을 받았다. 유프라테스 화산의 일원으로써 쿠르드 전선은 코바니 포위 당시 라카 주에 재입성했다.

### 혁명주의자군과 시리아 민주군
2015년 5월 3일 하잠 운동 북부 지부의 옛 회원들과 쿠르드 전선, 시리아 혁명 전선, 아타리브 순교자 여단, 자유의 새벽 여단이 몇몇 소규모의 자유 시리아군 부대와 함께 혁명주의자군을 창설했다. 대부분의 시리아 혁명전선과 하잠 운동의 북부 대원들은 레반트 전선에도 참여했다. 2016년 6월 8일 쿠르드 전선은 모든 대원이 여성인 샤바 여성보호전선을 창립했다.
2016년 8월, 쿠르드 전선은 그들의 로고를 바꿔 자유 시리아 깃발을 제거하고 아랍 문장은 남겨두었다. 여성 및 남성 대원들의 로고는 새로운 주요 로고와 다르며 북부 쿠르드어를 차용하기도 한다.